# Smith Cho
Smith Cho is een Amerikaanse actrice van Koreaanse afkomst.
Cho begon in 2003 met acteren in de televisieserie ER, hierna speelde zij nog meerdere rollen in televisieseries en films.

## Filmografie

### Films
- 2017 The Circle - als Gina
- 2011 Lovelives – als Kate
- 2009 Fired Up – als Beth
- 2009 The Slammin' Salmon – als vertaalster
- 2008 Say Goodnight – als Angela
- 2008 Meet Dave – als luitenant linkse been
- 2008 The Last Lullaby – als Connie
- 2007 The Hill – als Cheyenne
- 2007 The World According to Barnes – als Jennifer Lim
- 2007 Ping Pong Playa – als Jennifer
- 2007 Blades of Glory – als Woodland Fairie
- 2007 Norbit – als ex-vrouw
- 2003 Bad Boys II – als klant in elektronicawinkel

### Televisieseries
Uitgezonderd eenmalige gastrollen.
- 2014-2015 About a Boy - als moeder van Miguel - 2 afl.
- 2012 Jane by Design – als Rita Shawn – 15 afl.
- 2012 Fetching – als Caroline – 3 afl.
- 2010 100 Questions – als Leslie – 6 afl.
- 2009 Ugly Betty – als Megan – 4 afl.
- 2008-2009 Knight Rider – als Zoe Chae – 17 afl.
- 2006-2008 Emily's Reasons Why Not – als Glitter Cho – 6 afl.
- 2007 Entourage – als Chloe – 2 afl.

- Library of Congress Control Number: no2012063455
- Virtual International Authority File: 250502255
- WorldCat: E39PBJkT6M9GWC8HQCpXvjbDbd